# الضحاكي، البيضاء
الضحاكي هي إحدى قرى الجمهورية اليمنية. وهي تتبع جغرافيًا لمحافظة البيضاء. وإداريًا لمديرية البيضاء. يبلغ تعداد سكانها 2737 نسمة حسب الإحصاء الذي جرى عام 2004.